# Avenue de la Porte-Didot
L'avenue de la Porte-Didot est une voie du 14e arrondissement de Paris, en France.

## Situation et accès

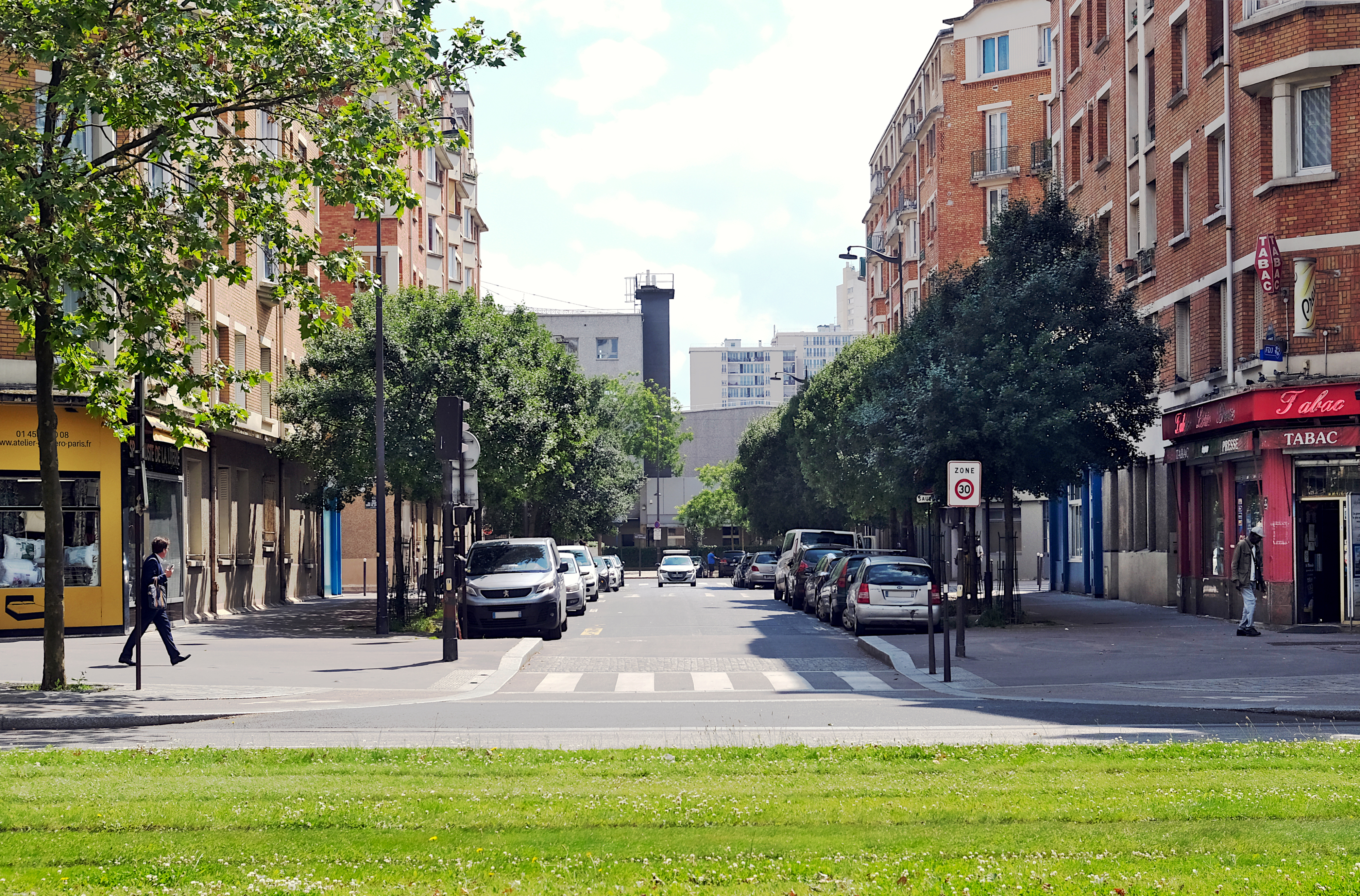
L'avenue de la Porte-Didot vue depuis le boulevard Brune en juin 2024.

L'avenue de la Porte-Didot est une voie située dans le 14e arrondissement de Paris. Elle débute au 42, boulevard Brune et se termine avenue Marc-Sangnier.

## Origine du nom
Elle porte ce nom car elle est située en partie sur l'emplacement de l'ancienne porte Didot de l'enceinte de Thiers à laquelle elle mène.

## Historique
La voie a été créée en 1928, entre le boulevard Brune et la rue Pierre-Laval, qui a disparu en 1946. Elle a été aménagée entre les bastions nos 76 et 77 de l'enceinte de Thiers.